# Rhysodesmus dampfi
Rhysodesmus dampfi är en mångfotingart som först beskrevs av Karl Wilhelm Verhoeff 1932. Rhysodesmus dampfi ingår i släktet Rhysodesmus och familjen Xystodesmidae. Inga underarter finns listade i Catalogue of Life.